# Tetragnatha stelarobusta
Tetragnatha stelarobusta este o specie de păianjeni din genul Tetragnatha, familia Tetragnathidae, descrisă de John Wynn Gillespie în anul 1992. Conform Catalogue of Life specia Tetragnatha stelarobusta nu are subspecii cunoscute.